# Traubenheiden
Die Traubenheiden (Leucothoe s. str.) sind eine Pflanzengattung innerhalb der Familie der Heidekrautgewächse (Ericaceae). Die seit 2013 nur noch etwa fünf Arten kommen in Nordamerika und in Ostasien vor.

## Beschreibung

### Vegetative Merkmale
Traubenheiden-Arten sind immer- oder sommergrüne Sträucher. Die Äste sind aufrecht oder ausgebreitet. Die Rinde ist kahl oder verkahlend.
Die wechselständig an den Zweigen angeordneten Laubblätter sind in Blattstiel und Blattspreite gegliedert. Die einfache, ledrige Blattspreite ist länglich-lanzettlich und meist gezähnt.

### Generative Merkmale
Die 8 bis 60 Blüten sind in seiten- oder endständigen traubigen oder rispigen Blütenständen angeordnet. Die zwittrigen Blüten sind weiß, die fünf Kelchzipfel überdecken sich dachziegelartig, die Kronröhre ist eiförmig bis zylindrisch und endet in fünf kleinen Zipfeln. Je Blüte werden acht bis zehn Staubblätter gebildet, der Fruchtknoten ist fünffächrig. Die Kapselfrüchte sind fünffächrig, 1,5 bis 3,5 Millimeter lang und abgeflacht kugelig und enthalten 60 bis 120 Samen. Die Fruchtwand spaltet sich bei der Fruchtöffnung nicht auf. Die Samen sind 0,7 bis 1,4 Millimeter lang.
Die Chromosomengrundzahl beträgt x = 11.

## Systematik und Verbreitung
Die Gattung Leucothoe wurde 1834 durch David Don in Edinburgh New Philosophical Journal, Volume 17, Issue 33, Seite 159. aufgestellt. Ein Synonym für Leucothoe D.Don s. str. Oreocallis Small.
Die Gattung Leucothoe gehört zur Tribus Gaultherieae in der Unterfamilie Vaccinioideae innerhalb der Familie der Ericaceae.
Das Verbreitungsgebiet liegt in den USA und in Ostasien.
In der Gattung Leucothoe s. str. gibt es seit 2013 noch etwa fünf Arten:

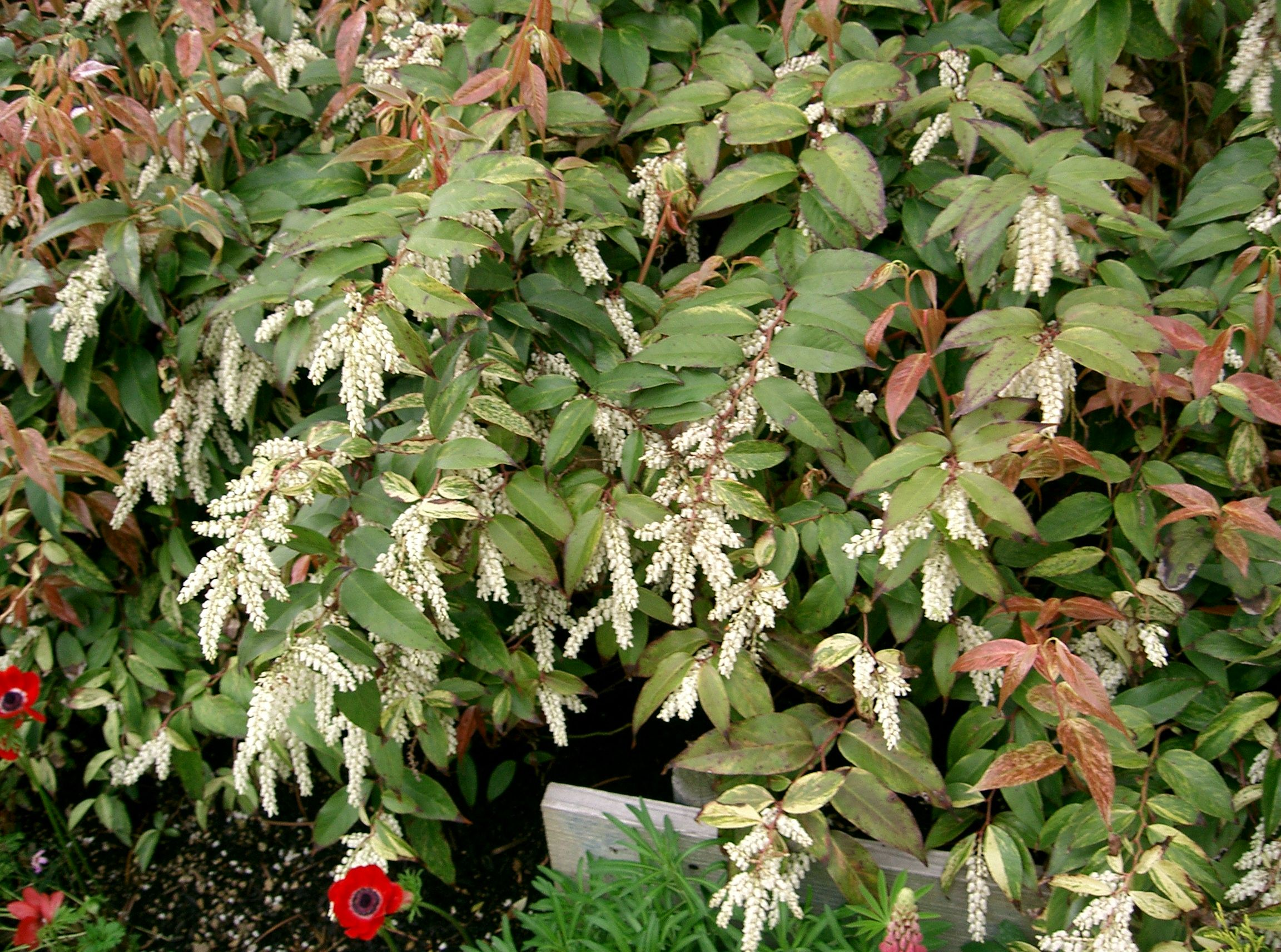
Achselblütige Traubenheide (Leucothoe axillaris)

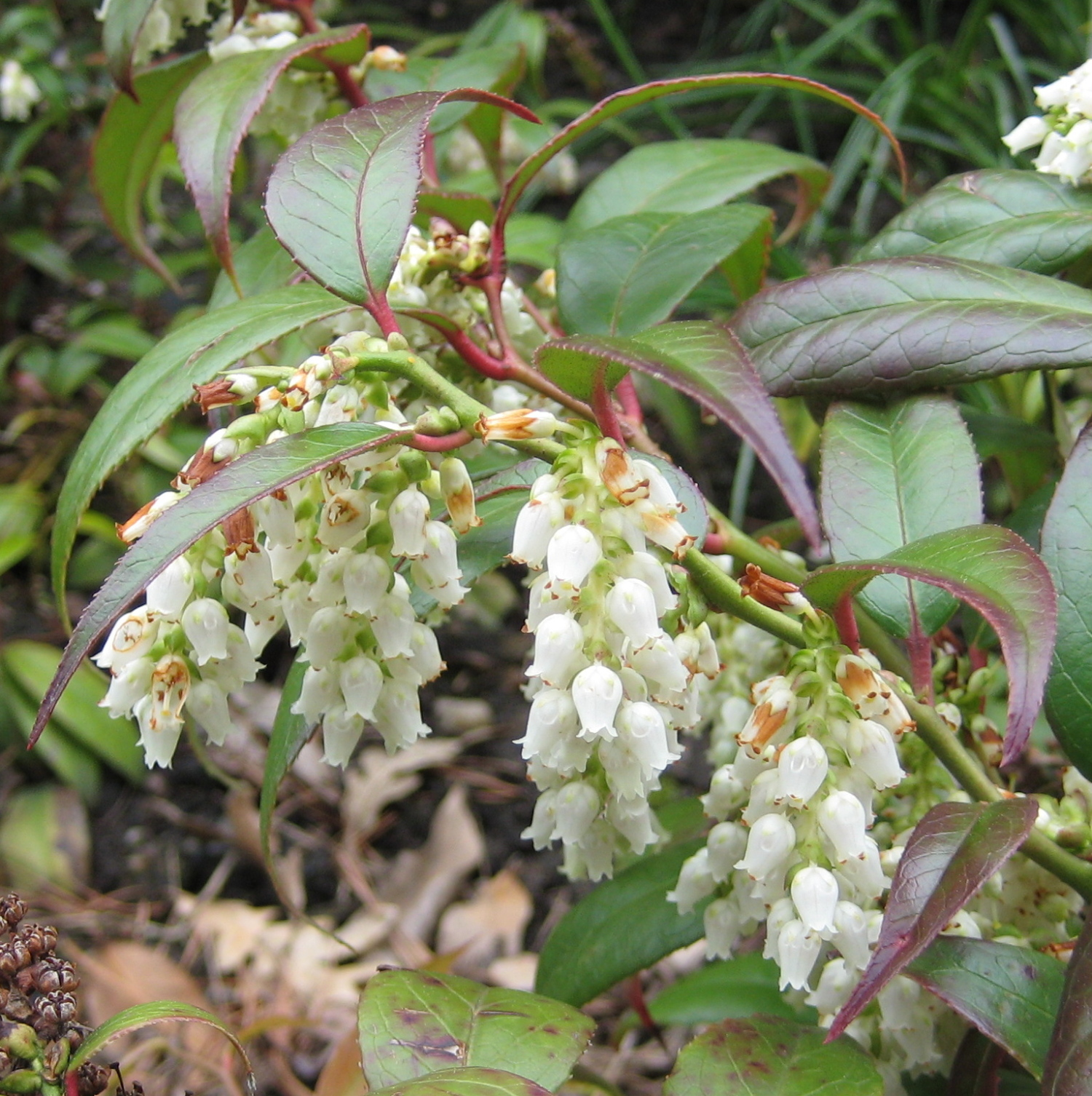
Gebogene Traubenheide (Leucothoe fontanesiana)

- Achselblütige Traubenheide[1] (Leucothoe axillaris (Lam.) D.Don, Syn.: Leucothoe catesbaei (Walter) A.Gray, Leucothoe platyphylla Small): Sie kommt in den südöstlichen US-Bundesstaaten Alabama, Georgia, Louisiana, Mississippi, North Carolina, South Carolina, Virginia sowie Florida vor.[3][2]
- Leucothoe davisiae Torr. ex A. Gray: Sie gedeiht in Bergwäldern und an feuchten Standorten in Höhenlagen von 1300 bis 2600 Metern nur in den westlichen US-Bundesstaaten Oregon sowie Kalifornien.[3][2]
- Gebogene Traubenheide[1] (Leucothoe fontanesiana (Steud.) Sleumer): Sie kommt in den südöstlichen US-Bundesstaaten nördliches Georgia, North Carolina, South Carolina, Tennessee sowie Virginia vor.[3][2]
- Leucothoe griffithiana C.B.Clarke: Sie kommt in Bhutan, Myanmar, südöstlichen Tibet und den chinesischen Provinzen Guizhou sowie nordwestlichen Yunnan vor.[5] Judd et al. zeigten 2013, dass Leucothoe tonkinensis nur noch ein Synonym ist.[2] Davor war Leucothoe tonkinensis Dop als im nördlichen Vietnam und den chinesischen Provinzen Guizhou sowie südöstlichen Yunnan vorkommend umschrieben.[5] Diese Gebiete kommen also zu Gesamtverbreitungsgebiet dieser Leucothoe griffithiana s. l. dazu. Sie kommt auch in Arunachal Pradesh vor.[2]
- Traubenmyrthe (Leucothoe keiskei Miq.): Sie kommt nur im zentralen Japan vor.[2]

Durch morphologische sowie molekulargenetische Untersuchungen wurde durch Katherine Waselkov und Walter S. Judd 2008 sowie Kathleen A. Kron et al. 1999, 2002 gezeigt, dass die zwei Arten der Gattung Eubotrys Nutt. nicht zu Leucothoe s. str. gehören:
- Sommergrüne Traubenheide[1] (Leucothoe racemosa (L.) A.Gray) → Eubotrys racemosa (L.) Nutt.: Sie kommt in den östlichen Vereinigten Staaten vor.[6]
- Andromeda recurva Buckley, Leucothoe recurva (Buckley) A.Gray → Eubotrys recurva (Buckley) Britton

Durch Bush et al. wurde 2010 gezeigt, dass in diese Verwandtschaftsgruppe auch die monotypische Gattung Eubotryoides (Nakai) H.Hara gehört:
- Eubotryoides grayana (Maxim.) H.Hara: Sie kommt in Japan vor.[8]

## Verwendung
Arten der Gattung Leucothoe werden als Zierpflanzen verwendet, besonders für Einzel- oder Gruppenpflanzungen, häufig zusammen mit Rhododendren (Rhododendron).

## Nachweise